# Gregory Robert Choppin
Gregory Robert Choppin (n. 9 noiembrie 1927, Eagle Lake⁠(d), Texas, SUA – d. 21 octombrie 2015, Tallahassee, Florida, SUA) a fost un chimist nuclearist american, codescoperitor – alături de  Albert Ghiorso, Bernard G. Harvey, Stanley G. Thompson și Glenn T. Seaborg – al elementului cu numărul de ordine 101.  Elementul a fost numit mendeleviu, în onoarea lui Dimitri Mendeleev.
Choppin a absolvit Universitatea Loyola din New Orleans și și-a obținut doctoratul la Universitatea din Texas în 1953.  În perioada 1953–1956 a lucrat ca cercetător postdoctoral la Universitatea din California din Berkeley. În timpul acestui stagiu a devenit co-descoperitor al mendeleviului.
În perioada 1956–2001 a predat la Universitatea de Stat din Florida, unde a ocupat pentru o perioadă și funcția de Șef al Departamentului de Chimie și Biochimie. A fost numit profesor „Robert O. Lawton”, „cea mai înaltă distincție pe care o oferă Universitatea de Stat din Florida”.
Aripa de chimie ale clădirii de științe a Universității Loyola poartă numele lui Choppin, iar Catedra de Chimie și Biochimie a Universității de Stat din Florida include o poziție de profesor „Gregory R. Choppin”.
Choppin este uneori creditat ca fiind codescoperitor al elementelor einsteiniu și fermiu.